# Backlampa

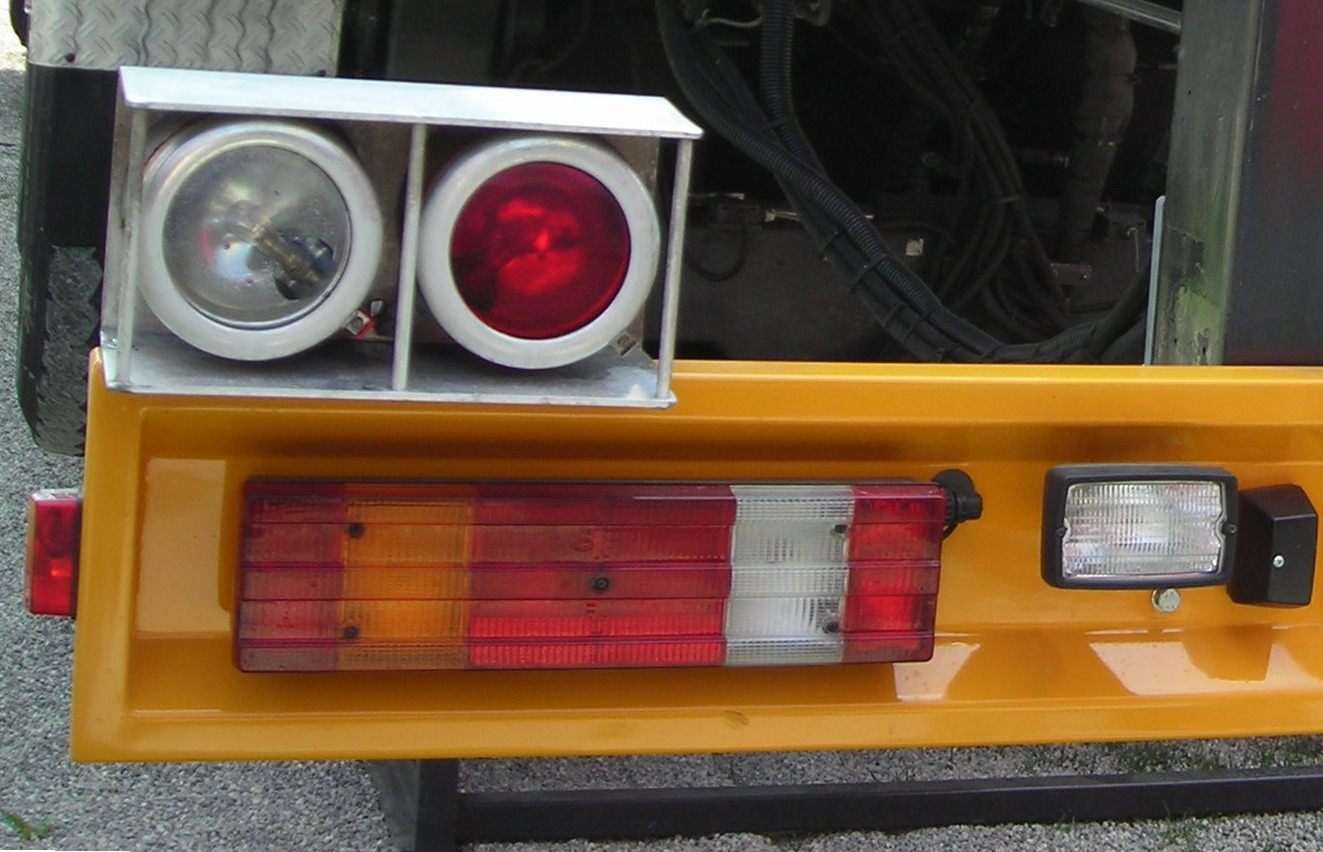
Backlampor på lastbil

Backlampa är en eller flera lampor med fast vitt sken, monterade baktill på ett fordon, som tänds automatiskt när backväxeln läggs i. Backlampor underlättar backning i mörker, och uppmärksammar andra trafikanter på att fordonet rör sig bakåt. På större fordon kompletteras backlamporna ofta med en ljudsignal.